# 20587 Ярґольдман
20587 Ярґольдман (20587 Jargoldman) — астероїд головного поясу, відкритий 9 вересня 1999 року.
Тіссеранів параметр щодо Юпітера — 3,253.